# Zaalouk
Lo zaalouk è un piatto marocchino che solitamente è a base di melanzane cotte sopra il fuoco, per dare il gusto affumicato.